# Ronde van Nederland 1948
De 1e editie van de Ronde van Nederland ging op 24 april 1948 van start in Amsterdam. De wielerwedstrijd over tien etappes eindigde weer in Amsterdam. De ronde werd gewonnen door Emiel Rogiers.

## Eindklassement
Jean Goldschmit werd winnaar van het eindklassement van de Ronde van Nederland van 1948 met een voorsprong van 1 minuut en 52 seconden op Emiel Rogiers . 
| Plaats  | Naam            | Tijd      |
| ------- | --------------- | --------- |
| Winnaar | Jean Goldschmit | 44u05'52" |
| 2       | Emiel Rogiers   | + 1'52"   |
| 3       | Arie Vooren     | + 1'53"   |
| 4       | Andre de Korver | + 2'07"   |
| 5       | Gerard van Beek | + 4'27"   |
| 6       | Wim de Ruyter   | + 6'26"   |
| 7       | Cor Bakker      | + 8'33"   |
| 8       | Jean Kirchen    | + 11'21"  |
| 9       | Daniel Taillieu | + 12'52"  |
| 10      | Louis Motke     | + 15'36"  |

## Etappe-overzicht
| Etappe | Van - naar             | Km  | Etappewinnaar             |
| ------ | ---------------------- | --- | ------------------------- |
| 1      | Amsterdam - Groningen  | 230 | Odiel Van Den Meersschaut |
| 2      | Groningen - Enschede   | 180 | Wim de Ruyter             |
| 3      | Enschede - Nijmegen    | 200 | Emiel Rogiers             |
| 4      | Nijmegen - Maastricht  | 258 | Cor Bakker                |
| 5a     | Maastricht - Geleen    | 90  | André de Korver           |
| 5b     | Geleen - Eindhoven     | 90  | Bim Diederich             |
| 6a     | Eindhoven - Vlissingen | 162 | Joseph Didden             |
| 6b     | Vlissingen - Hulst     | 83  | Lode Poels                |
| 7      | Hulst - Rotterdam      | 209 | Jan Lambrichs             |
| 8      | Rotterdam - Amsterdam  | 175 | Gerard van Beek           |

1948 · 1949 · 1950 · 1951 · 1952 · 1953 · 1954 · 1955 · 1956 · 1957 · 1958 · 1959 · 1960 · 1961 · 1962 · 1963 · 1964 · 1965 · 1966 · 1967 · 1968 · 1969 · 1970 · 1971 · 1972 · 1973 · 1974 · 1975 · 1976 · 1977 · 1978 · 1979 · 1980 · 1981 · 1982 · 1983 · 1984 · 1985 · 1986 · 1987 · 1988 · 1989 · 1990 · 1991 · 1992 · 1993 · 1994 · 1995 · 1996 · 1997 · 1998 · 1999 · 2000 · 2001 · 2002 · 2003 · 2004 · 2005 · 2006 · 2007 · 2008 · 2009 · 2010 · 2011 · 2012 · 2013 · 2014 · 2015 · 2016 · 2017 · 2018 · 2019 · 2020 · 2021 · 2022 · 2023 · 2024